# The Stone Roses (album)
The Stone Roses je debutové album britské rockové skupiny The Stone Roses, vydané 13. března 1989. Je považováno za jedno z nejlepších hudebních děl v moderní historii a ze svých tvůrců vytvořil jednu z nejdůležitějších hudebních formací své doby.

## Oalbu
Přestože The Stone Roses vznikli již v roce 1984, trvalo ještě pět let dokud vyšel jejich první studiový počin ve standardní albové délce (skupina již dříve vydala několik singlů v různých vydavatelstvích). The Stone Roses se sice nepovažovali za madchesterovou kapelu, ale jako manchesterská skupina i oni byli ovlivněni tehdejším hnutím (podobně jako Inspiral Carpets či Happy Mondays). Svůj debut nahráli pod producentským vedením Johna Leckieho, který svého času spolupracoval i s Pink Floyd na albu Meddle. Album The Stone Roses vyšlo v roce 1989 pod značkou Silvertone Records (součást Zomba Records – jako divize pro nové rockové skupiny).
Skupina během svého následného turné odehrála množství koncertů z nichž některé vešly do dějin jako legendární. Zejména představení v klubu The Haçienda (občas považovaného za centrum „Baggy / Madchester“ scény). Andrew Collins pro NME později napsal: „Zapomeňte na Morrisseye ve Wolverhamptonu, The Sundays v The Falcon či PWEI v Brixtonu – již nyní si chystám list pro svá vnoučata, ve kterém jim řeknu, že jsem mohl vidět The Stone Roses živě v The Haçienda!“ Pozdější vystoupení na Spike Island v roce 1990 si skupina zorganizovala sama a účast dosáhla asi 27 000 lidí. V roce 1999 vyšla u příležitosti desátého výročí tohoto koncertu dvoudisková výroční edice alba The Stone Roses, která skupinu po několika letech navrátila do britského hudebního žebříčku (edice se vyšplhala až na deváté místo).

## Obal alba
Tak jako pro většinu vydaných nahrávek od The Stone Roses i pro obal tohoto alba vytvořil návrh John Squire. Je inspirován prací Jacksona Pollocka a událostmi v Paříži v roce 1968 (studentské demonstrace). Magazín Q ho zařadil do svého žebříčku sta nejlepších obalů všech dob. Pozadí alba bylo vytvořeno na základě přírodní scenérie v Severním Irsku – Giant's Causeway (Cesta obrů), kterou skupina navštívila během svého koncertu v Coleraine. Přes malbu jsou uloženy kousky citronů a francouzská trikolóra. Squire o tom řekl: „Ian se setkal tím francouzským chlapíkem, když stopoval po Evropě, ten muž se účastnil nepokojů a vyprávěl Ianovi jak používali citrony ke zmírnění účinků slzného plynu. Je i jeden dokument – na začátku je skvělý záběr na muže, který hází kameny na policii. Mně se fakt se mi líbil jeho postoj.“

## Přijetí kritiky
Již v době svého vydání se album setkalo s převážně pozitivními odezvami a postupem času se z něj stala hudební legenda. V roce 1997 bylo jmenováno druhým nejlepším albem všech dob v hlasování (HMV, Channel 4, The Guardian a Classic FM). Časopis Q ho v roce 1998 prohlásil za čtvrté nejlepší a v roce 2000 jej znovu dosadil na 29. místo v žebříčku sta nejlepších britských alb. Později v roce 2008 ho magazín společně s HMV jmenoval pátým nejlepším britským albem.
Hudební týdeník NME, který album původně ohodnotil jen jako mírné nadprůměrný (7/10), později nešetřil chválou při jakékoliv další zmínce o něm. V roce 2000 ho na NME Premier Awards vyhlásil za nejlepší album hudební historie.
Další magazín, který The Stone Roses umístil mezi nejlepší světové alba byl Spin v roce 2005 (78. nejlepší album vydané za posledních dvacet let). V témže roce mu bylo čtrnáctideník Rolling Stone přidělené 497. místo v žebříčku 500 nejlepších alb všech dob. Časopis Time v roce 2005 přidal album do svého seznamu nejlepších hudebních nahrávek a Pitchfork Media ho v roce 2003 prohlásil za 39. nejlepší album osmdesátých let.

## Seznam skladeb
Všechny skladby byly napsány Ianem Brownem a Johnem Squirem.

### Spojené království (1989)
1. „I Wanna Be Adored“ – 4:52
2. „She Bangs the Drums“ – 3:42
3. „Waterfall“ – 4:37
4. „Don't Stop“ – 5:17
5. „Bye Bye Badman“ – 4:00
6. „Elizabeth My Dear“ – 0:59
7. „(Song for My) Sugar Spun Sister“ – 3:25
8. „Made of Stone“ – 4:10
9. „Shoot You Down“ – 4:10
10. „This Is the One“ – 4:58
11. „I Am the Resurrection“ – 8:12

### USA (1989)
1. „I Wanna Be Adored“ – 4:52
2. „She Bangs the Drums“ – 3:42
3. „Elephant Stone“ – 3:04
4. „Waterfall“ – 4:37
5. „Don't Stop“ – 5:17
6. „Bye Bye Badman“ – 4:00
7. „Elizabeth My Dear“ – 0:59
8. „(Song for My) Sugar Spun Sister“ – 3:25
9. „Made of Stone“ – 4:10
10. „Shoot You Down“ – 4:10
11. „This Is the One“ – 4:58
12. „I Am the Resurrection“ – 8:12
13. „Fools Gold/What the World Is Waiting For“ – 9:53

### Rozšířeá verze (1999)
CD 1
1. „I Wanna Be Adored“ – 4:52
2. „She Bangs the Drums“ – 3:42
3. „Waterfall“ – 4:37
4. „Don't Stop“ – 5:17
5. „Bye Bye Badman“ – 4:00
6. „Elizabeth My Dear“ – 0:59
7. „(Song for My) Sugar Spun Sister“ – 3:25
8. „Made of Stone“ – 4:10
9. „Shoot You Down“ – 4:10
10. „This Is the One“ – 4:58
11. „I Am the Resurrection“ – 8:12

CD 2
1. „Fools Gold“ – 9:53
2. „Fools Gold/What The World Is Waiting For“ – 3:55
3. „Elephant Stone“ – 4:48
4. „Where Angels Play“ – 4:15

Disk také obsahoval množství materiálu s hudebními videi, diskografií, skladbami a fotkami.

## Obsazení
- John Squire – kytara
- Ian Brown – zpěv
- Mani – baskytara
- Reni – bicí, vokály